# Ceratocyba umbilicaris
Ceratocyba umbilicaris är en spindelart som beskrevs av Holm 1962. Ceratocyba umbilicaris ingår i släktet Ceratocyba och familjen täckvävarspindlar.
Artens utbredningsområde är Kenya. Inga underarter finns listade i Catalogue of Life.